# Groupe Rousselet
Pour les articles homonymes, voir G7.
 (février 2014).
Si vous disposez d'ouvrages ou d'articles de référence ou si vous connaissez des sites web de qualité traitant du thème abordé ici, merci de compléter l'article en donnant les références utiles à sa vérifiabilité et en les liant à la section « Notes et références ».
Groupe Rousselet est un holding qui coiffe plusieurs sociétés aux activités diverses dont principalement, en termes de notoriété, les Taxis G7. 
Nicolas Rousselet, PDG du Groupe, est également investisseur dans la société Les Taxis Bleus.

## Organisation

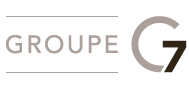
Logo du groupe G7

Le Groupe Rousselet est constitué d'une dizaine de sociétés actives dans les métiers de la mobilité (central radio taxi, services aux taxis, location de véhicules), du stockage (archivage, self-stockage, self-stockage mobile), des logiciels spécialisés (SSII) et de la relation clients (centres d’appels).
Sa filiale la plus ancienne, la Compagnie française des automobiles de place (dont le surnom « G7 » provient de son immatriculation en tant que compagnie de taxi auprès de la Préfecture de police de Paris) a été fondée en 1905 et s'est notamment illustrée lors de l'épisode des taxis de la Marne en 1914. Les taxis G7 sont aujourd'hui plus de 9500 en région parisienne.
André Rousselet, fondateur du Groupe G7, a racheté la compagnie G7 en 1960 et créé le central-radio qui met en contact chauffeurs et clients. Présidé et dirigé par Nicolas Rousselet depuis 1996, le Groupe G7 connait une forte croissance de son cœur de métier historique et une diversification fructueuse de ses activités. Depuis 1972, son siège se trouve à Clichy (Île-de-France).
En 2016 le Groupe G7 est renommé Groupe Rousselet.

## Données chiffrées
En 2017, le Groupe a généré plus de 800 millions d’euros de volume d’activités, établissant son résultat net consolidé à 23,0 M€.
Les différentes activités occupent plus de 1000 collaborateurs sur l’ensemble du territoire français.

## Sociétés du Groupe
En 2020, le Groupe est composé de 10 filiales regroupées en 3 pôles : Mobilité (G7, Ada, G7 Taxi Services, Taxirama, Gamma Solutions); Stockage (Homebox, Novarchive) et Services Supports (Pragmatik, Serenis, Sevenity) 